# Condado de Transilvania
El condado de Transilvania (en inglés: Transylvania County, North Carolina), fundado en 1861, es uno de los 100 condados del estado estadounidense de Carolina del Norte. En el año 2000 tenía una población de 58 100 habitantes con una densidad poblacional de 30 personas por km². La sede del condado es Brevard.

## Historia
El condado fue formado en 1861 a partir de piezas del Condado de Henderson y Condado de Jackson. Su nombre se deriva de la Empresa Transilvania y Orígenes América:'trans ("a través") y silva'oSylva (" bosque ").

## Geografía
Según la Oficina del Censo, el condado tiene un área total de 987 km² (381,1 mi²), de la cual 982 km² (379,2 mi²) es tierra y 5 km² (1,9 mi²) es agua.

### Municipios
El condado se divide en ocho municipios: 
Municipio de Boyd, Municipio de Brevard, Municipio de Catheys Creek, Municipio de Dunns Rock, Municipio de Eastatoe, Municipio de Gloucester, Municipio de Hogback y Municipio de Little River.

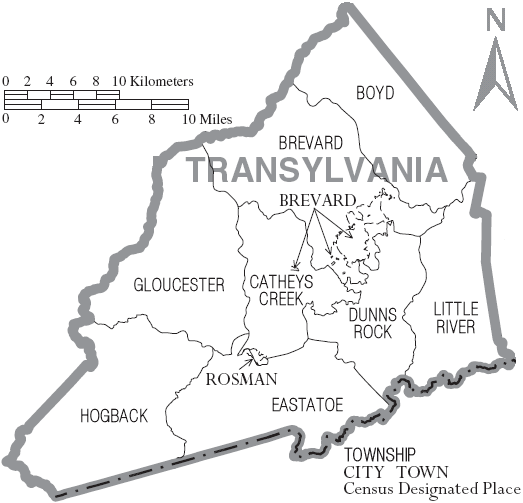
Mapa del Condado de Transylvania en Carolina del Norte con sus municipios

### Condados adyacentes
- Condado de Henderson este
- Condado de Greenville - sureste
- Condado de Pickens - sur
- Condado de Oconee - suroeste
- Condado de Jackson - oeste
- Condado de Haywood - noroeste

### Áreas Nacionales Protegidas
- Blue Ridge Parkway (parte)
- Nantahala Forestal Nacional (parte)
- Bosque Nacional Pisga (parte)

## Demografía
En el 2000 la renta per cápita promedia del condado era de $38 587, y el ingreso promedio para una familia era de $45 579. El ingreso per cápita para el condado era de $20,767. En 2000 los hombres tenían un ingreso per cápita de $31 743 contra $21 191 para las mujeres. Alrededor del 9.50% de la población estaba bajo el umbral de pobreza nacional.

## Localidades

### Ciudades y pueblos
- Balsam Grove
- Brevard
- Pisgah Forest
- Rosman

### Hospital
- Hospital Regional de Transilvania